# Kababina aquilonia
Espèce
Kababina aquilonia est une espèce d'araignées aranéomorphes de la famille des Stiphidiidae.

## Distribution
Cette espèce est endémique du Queensland en Australie. Elle se rencontre sur les monts Molloy et Spurgeon.

## Description
La carapace du mâle holotype mesure 2,3 mm de long sur 1,7 mm de large, son abdomen 2,3 mm de long.

## Publication originale
- Davies, 1995 : A new spider genus (Araneae: Amaurobioidea: Amphinectidae) from the wet tropics of Australia. Memoirs of the Queensland Museum, vol. 38, p. 463-469 (texte intégral).